# Noor Vidts
Noor Vidts (Vilvoorde, 30 maggio 1996) è una multiplista belga.

## Palmarès
| Anno | Manifestazione  | Sede       | Evento     | Risultato | Prestazione | Note                                                       |
| ---- | --------------- | ---------- | ---------- | --------- | ----------- | ---------------------------------------------------------- |
| 2013 | Mondiali U18    | Donec'k    | Eptathlon  | 15ª       | 5 289 p.    |                                                            |
| 2014 | Mondiali U20    | Eugene     | Eptathlon  | 16ª       | 5 342 p.    |                                                            |
| 2015 | Europei U20     | Eskilstuna | Eptathlon  | 4ª        | 5 652 p.    |                                                            |
| 2017 | Europei U23     | Bydgoszcz  | Eptathlon  | 5ª        | 5 924 p.    |                                                            |
| 2017 | Universiadi     | Taipei     | Eptathlon  | Bronzo    | 5 728 p.    |                                                            |
| 2018 | Europei         | Berlino    | Eptathlon  | 20ª       | 5 598 p.    |                                                            |
| 2019 | Mondiali        | Doha       | Eptathlon  | 15ª       | 5 989 p.    |                                                            |
| 2021 | Europei indoor  | Toruń      | Pentathlon | Argento   | 4 791 p.    | Miglior prestazione personale                              |
| 2021 | Giochi olimpici | Tokyo      | Eptathlon  | 4ª        | 6 571 p.    | Miglior prestazione personale                              |
| 2022 | Mondiali indoor | Belgrado   | Pentathlon | Oro       | 4 929 p.    | Miglior prestazione mondiale stagionale · Record nazionale |
| 2022 | Mondiali        | Eugene     | Eptathlon  | 5ª        | 6 559 p.    | Miglior prestazione personale stagionale                   |
| 2022 | Europei         | Monaco     | Eptathlon  | 4ª        | 6 467 p.    |                                                            |
| 2023 | Europei indoor  | Istanbul   | Pentathlon | Bronzo    | 4 823 p.    | Miglior prestazione personale stagionale                   |
| 2023 | Mondiali        | Budapest   | Eptathlon  | 6ª        | 6450 p.     | Miglior prestazione personale stagionale                   |
| 2024 | Mondiali indoor | Glasgow    | Pentathlon | Oro       | 4 733 p.    | Miglior prestazione mondiale stagionale                    |
| 2024 | Europei         | Roma       | Eptathlon  | Bronzo    | 6 596 p.    | Miglior prestazione personale                              |
| 2024 | Giochi olimpici | Parigi     | Eptathlon  | Bronzo    | 6 707 p.    | Miglior prestazione personale                              |